# Julio Rodríguez González
Julio Rodríguez González (Puente Alto, Chile, 22 de octubre de 1956) es un exfutbolista chileno. Jugó de portero en la liga de Chile. Ha destacado como preparador de porteros.

## Trayectoria
Su inicio en 1969 fue en el club Lautaro Atlético de la Asociación Santiago, ingresando el año 1970 a la segunda infantil de Universidad Católica. En 1972 y 1973 alternativamente jugó en los clubes “Lautaro Atlético” y “Halcón” de San José de Maipo.
En 1974 llega a la división juvenil de Colo-Colo, debutando en 1977 durante el torneo “Copa Chile”. Para el desarrollo de Torneo Oficial de Primera División de ese año fue a préstamo al club Lota Schwager.
El año 1982 de buena campaña agregó a su récord el haber atajado seis penales: dos a Miguel Ángel Neira (Universidad Católica) y uno a Víctor Merello (Cobreloa), Miguel Ángel Gamboa (Universidad de Chile), Víctor “Pititore” Cabrera (San Luis) y José Bernal (Magallanes).
Una vez dejó la práctica activa, se trasladó a USA, donde junto con trabajar cursó en Pensilvania, estudios para ser instructor de porteros. Después de tres años, incluso habiéndose perfeccionado en Holanda, regresa a Chile convirtiéndose en uno de los más importantes preparadores de porteros, pasando por sus manos, entre otros:
Eduardo Lobos, Claudio Bravo, Felipe Núñez, Jaime Bravo.
La labor de formador de porteros la ha desempeñado en los clubes de Colo-Colo, Unión Española y Universidad de Chile.
En 2014, dentro del ámbito de su vida privada, pero muy relacionado con su actividad profesional y futbolística, escribe y publica el libro “Atajando sueños (historia de Claudio Bravo)”. En las páginas del libro relata su vida deportiva, su perfeccionamiento hasta llegar a trabajar como formador de arquero, cuya posición le permitió recibir y forjar a Claudio Bravo.

## Estadísticas

### Clubes
| Club                 | País  | Año       |
| -------------------- | ----- | --------- |
| Colo-Colo            | Chile | 1977      |
| Lota Schwager        | Chile | 1977      |
| Naval                | Chile | 1978      |
| Colo-Colo            | Chile | 1979      |
| Audax Italiano       | Chile | 1980-1982 |
| Unión La Calera      | Chile | 1985      |
| Deportes Antofagasta | Chile | 1987      |